# HD 151613
HD 151613 är en dubbelstjärna i den södra delen av stjärnbilden Draken. Den har en kombinerad skenbar magnitud av ca 4,84 och är svagt synlig för blotta ögat där ljusföroreningar ej förekommer. Baserat på parallax enligt Gaia Data Release 2 på ca 39,3 mas, beräknas den befinna sig på ett avstånd på ca 83 ljusår (ca 25 parsek) från solen. Den rör sig bort från solen med en heliocentrisk radialhastighet på ca -2 km/s.

## Egenskaper
Primärstjärnan HD 151613 A är en gul till vit stjärna i huvudserien av spektralklass F2 V. Den har en massa som är ca 1,4 solmassor, en radie som är ca 1,6 solradier och har ca 6,9 gånger solens utstrålning av energi från dess fotosfär vid en effektiv temperatur av ca 6 600 K.
HD 151613 är ett enkelsidig spektroskopisk dubbelstjärna med en omloppsperiod av 363,57 dygn och en excentricitet på 0,35. Paret upplöstes genom Speckle interferometri 1977, som visade en vinkelseparation på 0,041 bågsekund. De upplöstes senare 1981 med en separation på 0,047 bågsekund, men var olösta under 20 andra försök under åren 1976-1991. Stjärnan är en källa till röntgenstrålning.